# Dellera (cantante)
Dellera, conosciuto anche come Rob Winston, pseudonimo di Roberto Dell'Era (7 settembre 1968), è un cantautore e polistrumentista italiano, noto per essere stato il bassista degli Afterhours e come collaboratore di altri musicisti, fra cui Dente e Calibro 35. È inoltre componente del trio jazz rock/Canterbury The Winstons. Ha realizzato due album solisti.

## Biografia
Vive dal 1999 al 2006 nel Regno Unito dove inizia ad esprimersi anche nell'ambito musicale. Fonda a Birmingham il gruppo Love Trip, che risulta essere per tre mesi la band emergente più votata in Inghilterra dal portale di British Telecom. Nel 2002, con i Solar Flares, viene scelto da BBC One per un programma di concerti live. Nel 2004 collabora come bassista nei Phoney, in un tour negli Stati Uniti. Per un periodo di un paio d'anni milita anche nei Though Gang.
Agli inizi del 2005 ritorna in Italia per collaborare con Diego Mancino alla realizzazione dell'album Cose che cambiano tutto (Sony Music).
Nel gennaio 2006 viene contattato da Manuel Agnelli, frontman degli Afterhours, che ascolta una sua demo e lo invita ad entrare nel suo gruppo. La prima esperienza come nuovo bassista della band milanese è il tour del 2006 negli Stati Uniti insieme a Greg Dulli.
Nel 2007 pubblica il singolo Ami lei o ami me e partecipa come autore e musicista all'album Credi di conoscermi dei Lombroso.
Nel maggio 2008 esce il primo album degli Afterhours con Dell'Era in formazione. Si tratta di I milanesi ammazzano il sabato (Universal Music Group). Inoltre nella reissue dell'album, pubblicata in ottobre, Dell'Era presta anche la sua voce nel brano Due di noi.
Nello stesso anno collabora con i Calibro 35 alla rivisitazione del brano L'appuntamento di Ornella Vanoni, contenuto in Calibro 35, album d'esordio della band. Sempre nel 2008 collabora con Dente suonando nell'EP Le cose che contano.
Nel 2009 ha partecipato al Festival di Sanremo con gli Afterhours, che in quell'edizione si sono aggiudicati il Premio della Critica "Mia Martini" con il brano Il paese è reale, singolo poi contenuto nella compilation Afterhours presentano: Il paese è reale (19 artisti per un paese migliore?) edita per Casasonica.
Nel 2010 partecipa al progetto Il lato beat Vol. 1 (Disastro/Ghost Records), rilettura di due brani degli anni sessanta che culmina con la pubblicazione di uno split realizzato insieme a Calibro 35 (che suonano con Dell'Era nel brano Il beat… cos'è?, rilettura di The Beat Goes On di Sonny Bono), Dente e Il Genio (che realizzano Precipitevolissimevolmente).
Il 7 ottobre 2011 pubblica il suo primo album da solista, con il nome Dellera, intitolato Colonna sonora originale (MArteLabel). L'album, costituito da 12 tracce, è stato registrato da Tommaso Colliva dei Calibro 35. Alla realizzazione hanno partecipato anche Rodrigo D'Erasmo, Cesare Basile, Enrico Gabrielli e Sandro Mussida. Il motivo di Sima, primo estratto dall'album, è stato scritto con l'inglese Mickey Greany e racconta il delicato viaggio per raggiungere Sima (Thailandia). Il video ufficiale del singolo, realizzato insieme a Mario Greco, viene presentato in anteprima sul sito di La Repubblica XL. Colonna sonora originale offre un mix delle esperienze inglesi e italiane accumulate da Dell'Era (o Dellera) nel corso della sua carriera.
Nel gennaio 2012 il brano Il tema di Tim & Tom è stato scelto per aprire il video della sfilata Men FW 2012/13 di Zegna.
Nel marzo 2012 registra Effetto Notte, un film studio live dell'album a cui hanno preso parte, tra gli altri, Rodrigo D'Erasmo (violinista degli Afterhours), Giovanni Gulino (Marta sui Tubi), Enzo Moretto (A Toys Orchestra), Diego Mancino, Dente e Gianluca De Rubertis (Il Genio).
Nel maggio si aggiudica il premio "Miglior voce" al festival Keep On.
Nello stesso mese pubblica il singolo Le parole (rivoglio il mio disordine), il cui videoclip è realizzato insieme a Giorgia Pi. Si tratta della versione italiana di Into Outer Space dei Though Gang.
In ottobre Colonna sonora originale è finalista della Targa Tenco 2012 nella categoria "Miglior opera prima". Viene poi scelto come direttore artistico per il programma itinerante Jack On Tour in onda su Deejay TV.
Ad agosto 2013 partecipa allo Sziget Festival. Partecipa all'album trubuto al cantautore Elliott Smith, Loves you more: a tribute to Elliot Smith con il brano Waltz n.2.
Nel 2014 ha scritto il brano Ogni cosa una volta inserito nella colonna sonora del film Senza nessuna pietà di Michele Alhaique in gara al festival di Venezia, sezione Orizzonti.
Nel gennaio 2015 ha pubblicato il suo secondo album solista, al quale partecipano tra gli altri Rachele Bastreghi e Nic Cester.
Prende parte al cortometraggio Film Rosa diretto da Silvia Bertocchi di cui firma anche la colonna sonora interamente al basso. Il film debutta in Ohio in concorso all’Athens International Film + Video Festival, storico festival Oscar Qualifying che si svolge ogni anno presso il cinema Athena. Ottiene numerosi riconoscimenti internazionali e viene proiettato anche al Riviera International Film Festival 2023.  A partire dal Ottobre 2023, il film è accessibile al pubblico sulla piattaforma on-demand "WeShort".

## Discografia

### Da solista
Album in studio
- 2011 - Colonna sonora originale
- 2015 - Stare bene è pericoloso

Singoli
- 2007 - Ami lei o ami me
- 2010 - Il lato beat Vol. 1 (Disastro/Ghost Records) (con i Calibro 35, split con Dente e Il Genio)
- 2011 - Il motivo di Sima
- 2012 - Le parole (rivoglio il mio disordine)
- 2014 - Ogni cosa una volta

### Con gli Afterhours
Album in studio
- 2008 - I milanesi ammazzano il sabato (Universal Music Group)
- 2012 - Padania (Germi/Artists First)
- 2014 - Hai paura del buio? Reloaded and Remastered
- 2016 - Folfiri o Folfox (Germi/Universal Music Group)

### Con i Winstons
Album in studio
- 2016 - The Winstons

Album dal vivo
- 2016 - The Winstons: Live in Rome

Singoli
- 2016 - Golden Brown / Black Shopping Bag
- 2019 - Smith (con Cristopher Bacco)